# 下小川村 (茨城県)
下小川村（しもおがわむら）は茨城県久慈郡にかつて存在した村である。

## 地理
- 旧山方町、現在の常陸大宮市の北部に位置する。
- 現在の大子町の南部に位置する。
- 村の中央には久慈川が流れている。
- 村域の大半は山地になっている。

## 歴史
村名はかつて存在した、下小川村に由来する。

### 村域の変遷
- 1889年（明治22年）4月1日 - 町村制施行に伴い、西金村・盛金村・久隆村・家和楽村が合併し久慈郡下小川村が発足。
- 1955年（昭和30年）
  - 2月11日 - 諸富野村の一部（北富田の一部）を編入。
  - 3月31日 - 市町村合併により消滅。
    - 西金・盛金の一部は大子町・依上村・袋田村・宮川村・佐原村・黒沢村・生瀬村・上小川村とともに合併し、改めて大子町が発足。
    - 久隆・家和楽・北富田・盛金の一部は世喜村の一部（照山・小貫）とともに山方町に編入。
- 2004年（平成16年）10月16日 - 山方町が那珂郡美和村、緒川村、東茨城郡御前山村とともに那珂郡大宮町（即日市制・改称、常陸大宮市）へ編入合併され廃止。

変遷表
| 1868年 以前 | 1868年 以前   | 明治22年 4月1日 | 昭和30年        | 昭和30年      | 平成16年 10月16日 | 現在            |
| 1868年 以前 | 1868年 以前   | 明治22年 4月1日 | 2月11日         | 3月31日       | 平成16年 10月16日 | 現在            |
| ----------- | ------------- | --------------- | --------------- | ------------- | ----------------- | --------------- |
|             | 久隆村        | 下小川村        | 下小川村        | 山方町 に編入 | 大宮町 に編入     | 常陸大宮市      |
|             | 家和楽村      | 下小川村        | 下小川村        | 山方町 に編入 | 大宮町 に編入     | 常陸大宮市      |
|             | 盛金村        | 下小川村        | 下小川村        | 山方町 に編入 | 大宮町 に編入     | 常陸大宮市      |
|             | 大子町 に編入 | 下小川村        | 下小川村        | 大子町        | 大子町            |                 |
|             | 大子町 に編入 | 下小川村        | 下小川村        | 大子町        | 大子町            | 西金村          |
|             | 大子町 に編入 | 北富田村の一部  | 諸富野村 の一部 | 大子町        | 大子町            | 下小川村 に編入 |

## 大字
- 西金（さいがね）
- 盛金（もりがね）
- 久隆（くりゅう）
- 家和楽（やわら）
- 北富田（きたとみた）

## 人口・世帯

### 人口
総数 [単位： 人]
| 1889年（明治22年） | 2,315 |
| 1891年（明治24年） | 2,390 |
| 1920年（大正 9年） | 2,944 |
| 1935年（昭和10年） | 3,220 |
| 1950年（昭和25年） | 4,041 |

### 世帯
総数 [単位： 世帯]
| 1920年（大正 9年） | 614 |
| 1935年（昭和10年） | 621 |
| 1950年（昭和25年） | 741 |

## 交通

### 鉄道
- 日本国有鉄道（ → 東日本旅客鉄道）
  - ■水郡線
    - 下小川駅 - 西金駅

### 道路
- 二級国道
  - 国道118号